# Mimers brunn
Mimers brunn eller Mimers källa är vishetens brunn, som finns under en av världsträdet Yggdrasils rötter i den nordiska mytologin. Den drack Mimer ur varje dag och var därför mycket vis. Guden Oden fick betala en klunk ur källan med sitt ena öga, som lades i källan varefter han fick förmågan att se allt som händer i världen.